# Concord (Georgia)
Concord è una città degli Stati Uniti d'America, situata in Georgia, nella Contea di Pike.